# Carla Buttarazzi
Carla Buttarazzi (Roma, 8 agosto 1981) è un'attrice italiana.

## Biografia
Diplomatasi nel 2006 presso il Centro Sperimentale di Cinematografia, debutta nel 1999 nella soap opera in 25 puntate, Caro domani, regia di Mariantonia Avati, in onda su SAT 2000. Successivamente recita in teatro.
Nel 2004 è co-protagonista de La vita è breve ma la giornata è lunghissima, film che partecipa alla Mostra Internazionale d'Arte Cinematografica di Venezia.
Nel 2008 e nel 2009 è tra gli interpreti principali delle prime due stagioni della miniserie tv I liceali, in onda su Joi di Mediaset Premium e poi su Canale 5, per la regia di Lucio Pellegrini, dove ha il ruolo di Costanza Catania, la "secchiona" della classe. Dello stesso anno è il film Un attimo sospesi e del 2009 la miniserie francese La Reine et le Cardinal.
Nel 2010 gira il film I bambini della sua vita, regia di Peter Marcias. Inoltre è una delle attrici del progetto "Facciamo Insieme Teatro", promosso da Massimiliano Civica presso il Teatro della Tosse a Genova.

## Carriera

### Teatro
- Amore eterno bruciore d'inferno, regia di F. Bonomo (2005)
- Da una parte e dall'altra , regia di Carla Buttarazzi (2006)
- Sonno, regia di Valerio Binasco - Progetto "Facciamo Insieme Teatro"  (2010)

### Cinema
- La vita è breve ma la giornata è lunghissima, regia di Lucio Pellegrini e Gianni Zanasi (2004)
- Un attimo sospesi, regia di Peter Marcias (2008)
- I bambini della sua vita, regia di Peter Marcias (2010)

### Televisione
- Caro domani, regia di Mariantonia Avati - Soap opera in 25 puntate - SAT 2000 (1999)
- Mitiko, le incresciose avventure di Ulisse di Natalino Balasso, regia di Gianni Zanasi - LA7 (2006)
- Mondo soap, regia di Irish Braschi - Jimmy (2007)
- I liceali, regia di Lucio Pellegrini e Giulio Manfredonia - Miniserie TV - Joi - Canale 5 (2008)
- I liceali 2, regia di Lucio Pellegrini e Francesco Amato - Miniserie TV - Joi - Canale 5 (2009)
- La regina e il cardinale (La Reine et le Cardinal), regia di Marc Rivière - Miniserie TV - France 2 (2009)

### Cortometraggi
- La sua vita, regia di Iacopo Zanon (2002)
- Io non esisto, regia di Lorenzo Sportiello (2006)
- La famiglia Starnazza, regia di Gianluca Sportelli (2006)
- Il pacchetto di cerini, regia di Silvia Rauscillo (2007)
- Le ragioni degli dei, regia di Michele Digeronimo (2007)